# Cerkiew Trójcy Przenajświętszej w Tłusteńkiem
Cerkiew Trójcy Przenajświętszej w Tłusteńkiem (ukr. Церква Пресвятої Трійці) – cerkiew greckokatolicka we wsi Tłusteńkie (hromada Kolędziany, w rejonie czortkowskim obwodu tarnopolskiego) na Ukrainie. Jest cerkwią parafialną w dekanacie Probużna eparchii buczackiej.

## Historia
Drewniana сerkiew i dzwonnica spłonęły w 1821.
Cerkiew murowana z kamienia została zbudowana w 1847, а nowa dzwonnica w 1844.
W 1926 r. parafię wizytował biskup stanisławowski Grzegorz Chomyszyn, który wydał akt nadający cerkwi prawo do dwóch dni świątecznych. Zgodę wyraził również Watykan.
W 2021 r. z inicjatywy historyka lokalnego Juchyma Makoterskiego na fasadzie zainstalowano tablicę pamiątkową o. Iwana Bławackiego.